# 府中競馬正門前駅
府中競馬正門前駅（ふちゅうけいばせいもんまええき）は、東京都府中市八幡町一丁目にある京王電鉄競馬場線の駅である。京王中央管区所属。駅番号はKO46。

## 歴史

### 年表
- 1955年（昭和30年）4月29日：京王帝都電鉄（現・京王電鉄）競馬場線開通時に終着駅として開設[1]。
- 2025年（令和7年）1月16日：駅係員の常駐を廃止[3]。

### 駅名の由来
東京競馬場の最寄駅であるが、同競馬場の通称である「府中競馬場」に因み、「府中競馬正門前」と名付けられている。正式名称の「東京競馬場」でないのは、かつて日本国有鉄道（国鉄）中央本線下河原支線に東京競馬場前駅が存在したためである。

## 駅構造
頭端式ホーム1面2線を有する地上駅。かつて南側の線路（1番線）には降車専用ホームもあり、列車到着時には両方のドアを開けて乗降に対応することが出来た。頭端部に改札口があり、そこを出るとそのまま東京競馬場への横断歩道橋へ繋がる。
平日は2両編成ワンマン列車、土休日は中央競馬非開催日含めて8両編成が中心に運行され、競馬開催時を除きほとんどの列車は1番線を使用する。なお、一時期、平日朝ラッシュ時に新宿行各停が設定されており、この列車は特定都市鉄道整備促進特別措置法（特特事業。朝ラッシュピーク時に新宿に到着する全電車を10両編成とする）対象となったことから、1・2番線共に10両編成分のホーム有効長を有するが、基本的に10両編成列車は2番線を使用している。
競馬開催時は京王線新宿行臨時特急2本と新線新宿行臨時急行1本が運行される。臨時特急は10両編成、臨時急行は8両編成であり、全て2番線より発車する。
2010年（平成22年）頃に発車標が新設された。
2025年（令和7年）1月16日をもって駅係員の常駐を廃止し、通常は府中駅よりインターホンでの対応となっている。ただし、競馬・イベント開催時には駅係員を臨時に配置する。

### のりば
| 番線 | 路線     | 行先                                                |
| ---- | -------- | --------------------------------------------------- |
| 1・2 | 競馬場線 | 東府中・新宿・ 都営新宿線・京王八王子・高尾山口方面 |

付記事項
- 1番線には降車専用ホームがあったが、近年は使用していなかった[1]。なお、同ホームは2022年（令和4年）に撤去作業が行われた[5]。

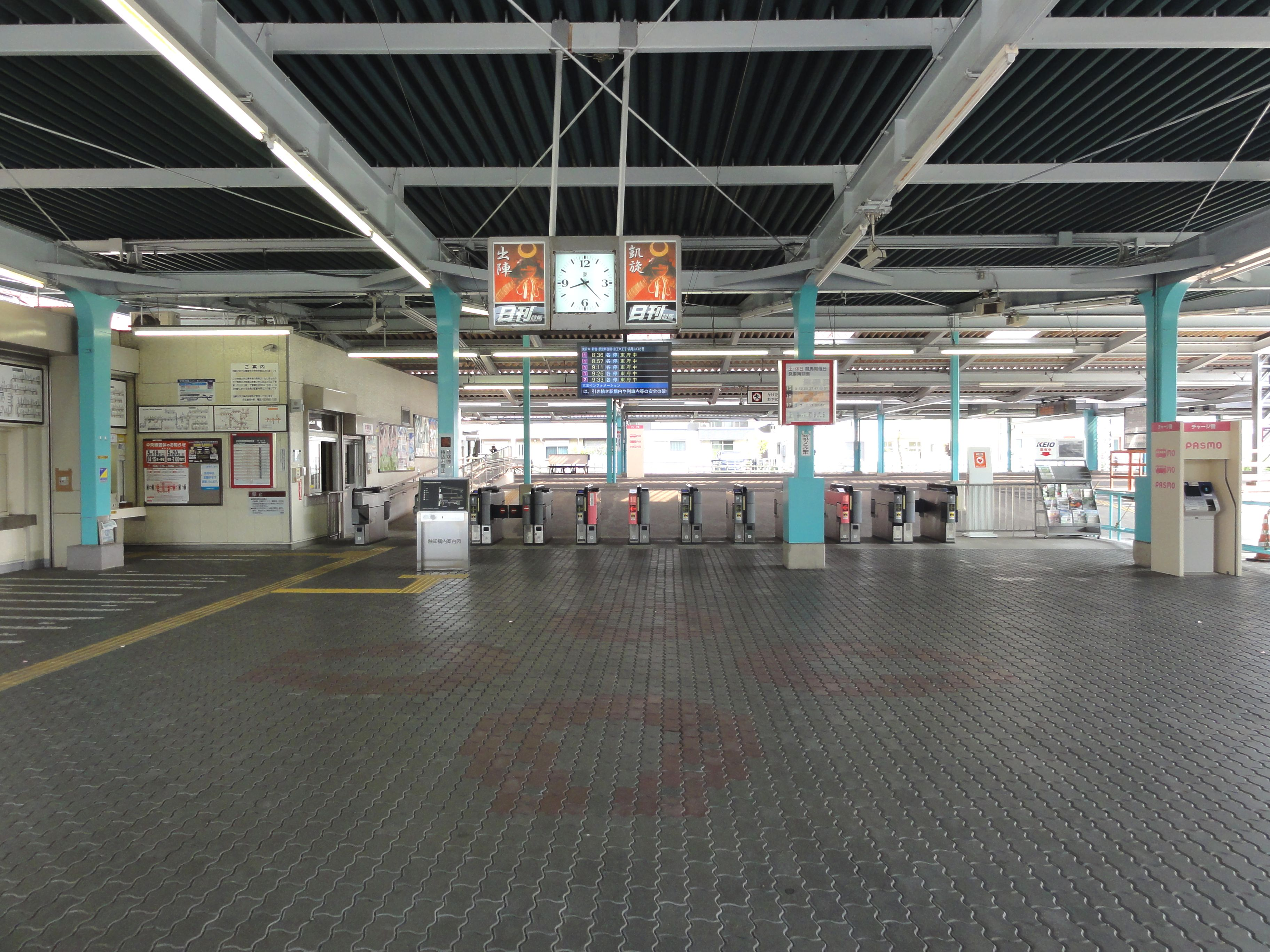
改札口（2012年5月）
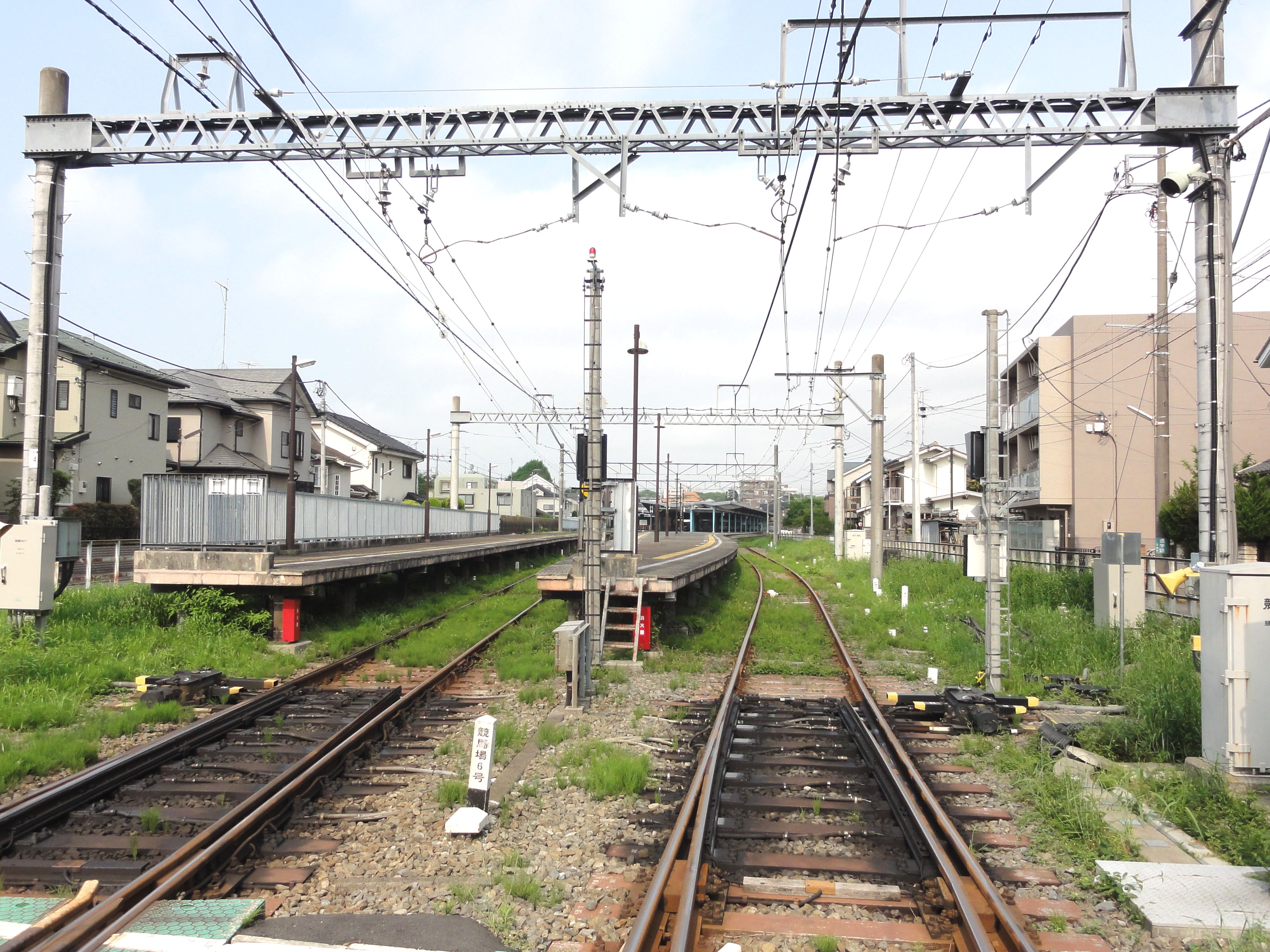
駅構内（2012年5月。左端は降車専用ホーム）
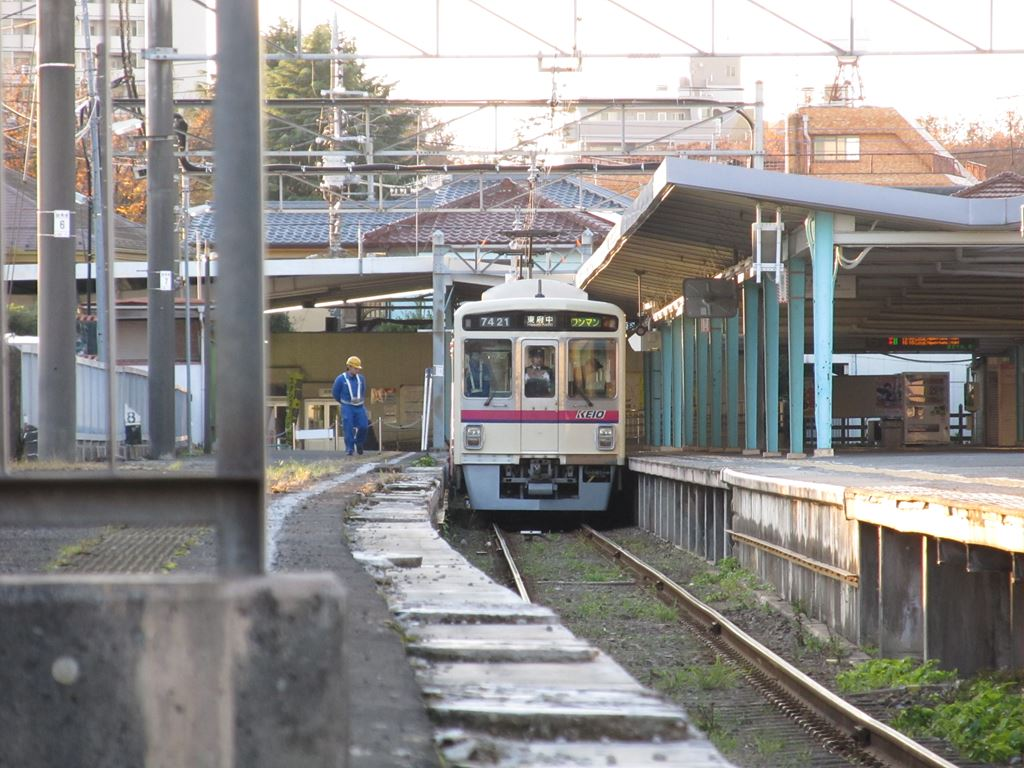
1番線に停車中の列車（2016年11月。左は降車専用ホーム）
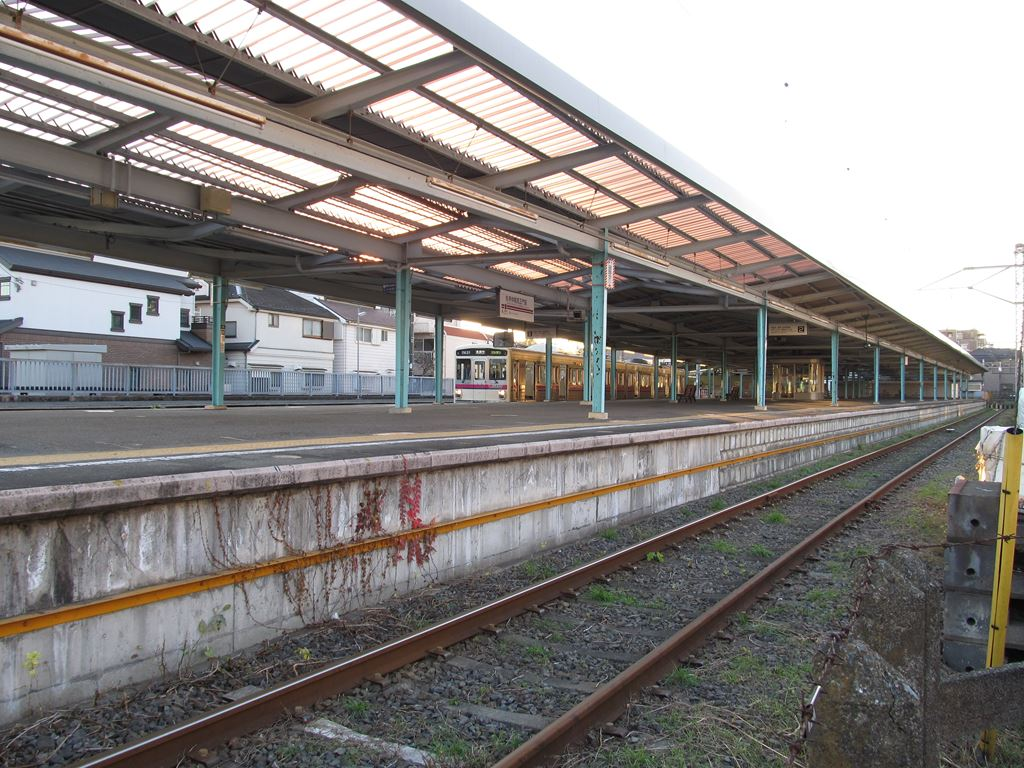
ホーム（2016年11月。奥に降車専用ホームがあった）
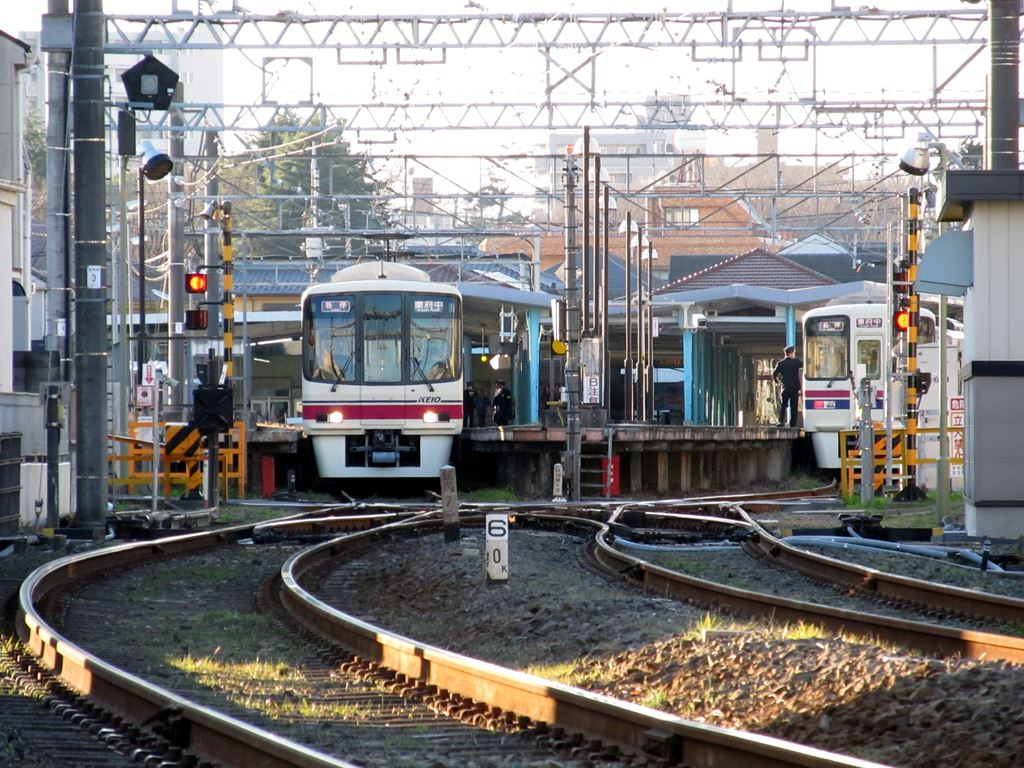
列車発着の様子（2016年12月。左は1番線、右は2番線）

## 利用状況
2024年度（令和6年度）の1日平均乗降人員は2,442人であり、京王電鉄全線で最も少ない。東京競馬場での競馬開催の有無により利用者数は大きく変動し、特に新型コロナウイルス感染症（COVID-19）流行に伴う無観客開催・入場制限が行われた2020年（令和2年）度・2021年（令和3年）度は急減した。
近年の1日平均乗降・乗車人員の推移は以下の通り。
| 年度               | 1日平均 乗降人員 | 1日平均 乗車人員 | 出典     |
| ------------------ | ---------------- | ---------------- | -------- |
| 1955年（昭和30年） | 926              |                  |          |
| 1960年（昭和35年） | 1,830            |                  |          |
| 1965年（昭和40年） | 3,275            |                  |          |
| 1970年（昭和45年） | 7,159            |                  |          |
| 1974年（昭和49年） | 8,841            |                  |          |
| 1975年（昭和50年） | 8,405            |                  |          |
| 1980年（昭和55年） | 6,058            |                  |          |
| 1985年（昭和60年） | 3,769            |                  |          |
| 1990年（平成02年） | 5,756            | 2,663            | [ * 1 ]  |
| 1991年（平成03年） |                  | 2,932            | [ * 2 ]  |
| 1992年（平成04年） |                  | 3,047            | [ * 3 ]  |
| 1993年（平成05年） |                  | 3,175            | [ * 4 ]  |
| 1994年（平成06年） |                  | 3,523            | [ * 5 ]  |
| 1995年（平成07年） | 7,480            | 3,555            | [ * 6 ]  |
| 1996年（平成08年） |                  | 3,304            | [ * 7 ]  |
| 1997年（平成09年） |                  | 3,118            | [ * 8 ]  |
| 1998年（平成10年） |                  | 3,167            | [ * 9 ]  |
| 1999年（平成11年） |                  | 3,120            | [ * 10 ] |
| 2000年（平成12年） | 7,225            | 3,022            | [ * 11 ] |
| 2001年（平成13年） | 6,605            | 2,682            | [ * 12 ] |
| 2002年（平成14年） | 4,562            | 1,885            | [ * 13 ] |
| 2003年（平成15年） | 4,705            | 2,142            | [ * 14 ] |
| 2004年（平成16年） | 4,417            | 1,986            | [ * 15 ] |
| 2005年（平成17年） | 3,877            | 1,910            | [ * 16 ] |
| 2006年（平成18年） | 3,396            | 1,795            | [ * 17 ] |
| 2007年（平成19年） | 3,619            | 1,937            | [ * 18 ] |
| 2008年（平成20年） | 3,479            | 1,841            | [ * 19 ] |
| 2009年（平成21年） | 3,379            | 1,756            | [ * 20 ] |
| 2010年（平成22年） | 3,163            | 1,630            | [ * 21 ] |
| 2011年（平成23年） | 2,944            | 1,511            | [ * 22 ] |
| 2012年（平成24年） | 3,088            | 1,581            | [ * 23 ] |
| 2013年（平成25年） | 3,115            | 1,581            | [ * 24 ] |
| 2014年（平成26年） | 3,160            | 1,592            | [ * 25 ] |
| 2015年（平成27年） | 3,190            | 1,601            | [ * 26 ] |
| 2016年（平成28年） | 3,209            | 1,600            | [ * 27 ] |
| 2017年（平成29年） | 3,175            | 1,586            | [ * 28 ] |
| 2018年（平成30年） | 3,229            | 1,600            | [ * 29 ] |
| 2019年（令和元年） | 2,922            | 1,434            | [ * 30 ] |
| 2020年（令和02年） | 400              | 184              | [ * 31 ] |
| 2021年（令和03年） | 693              | 329              | [ * 32 ] |
| 2022年（令和04年） | 1,794            | 314              | [ * 33 ] |
| 2023年（令和05年） | 2,345            |                  |          |
| 2024年（令和06年） | 2,442            |                  |          |

## 駅周辺

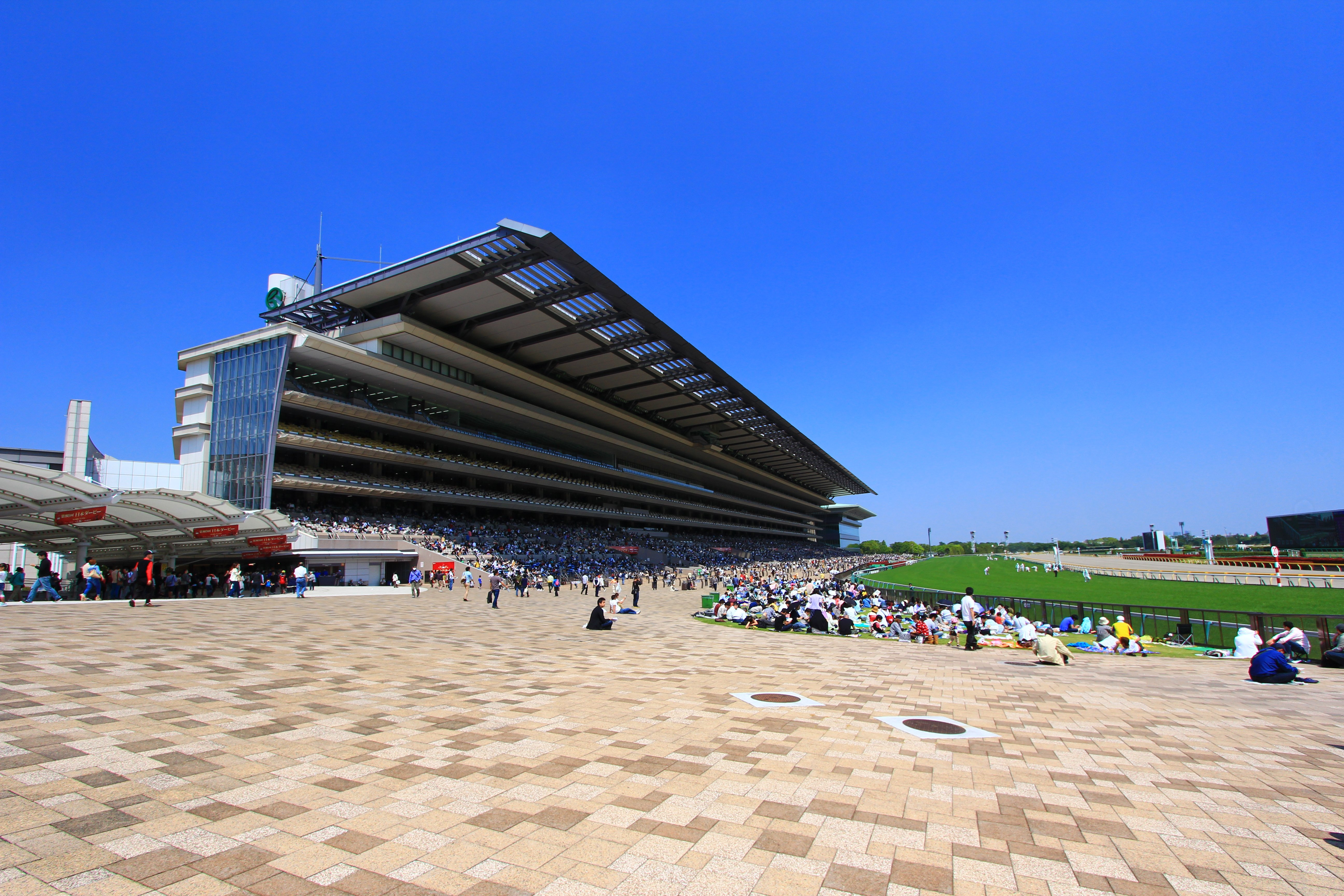
東京競馬場 スタンド

当駅は東京競馬場の最寄り駅であり、競馬開催日には多くの人で混雑するが、非開催日は閑散としている。競馬場以外には主に住宅地が広がり、周辺道路も幅員の狭い生活道路が中心である（「八幡町」も参照）。また、東京競馬場への陸橋の入口付近には黄金馬像「アハルテケ像」がある。
徒歩圏内に府中駅（当駅から約850 m）・東府中駅（同約1 km）がある。当駅は始発が遅く終電が早いため、早朝・深夜はこれらの駅が事実上の代替となる。
- 東京競馬場 - 荒井由実の楽曲『中央フリーウェイ』に登場する競馬場のこと[注釈 3][11][12]。
  - JRA競馬博物館
- 武蔵国府八幡宮
- 普門寺
- 馬霊塔[13]：トキノミノルら競走馬の墓石が並ぶ[13]。馬頭観世音菩薩に隣接。
- 京王電鉄京王線 府中駅
- 東日本旅客鉄道（JR東日本）南武線・武蔵野線 府中本町駅
- 大國魂神社
- 府中八幡宿郵便局
- 競馬場通り
- 競馬場正門通り
- 京所通
- 普門寺坂
- ちゅうバス「競馬場正門通り」停留所 - 是政循環、押立町・朝日町循環

## 作品の舞台

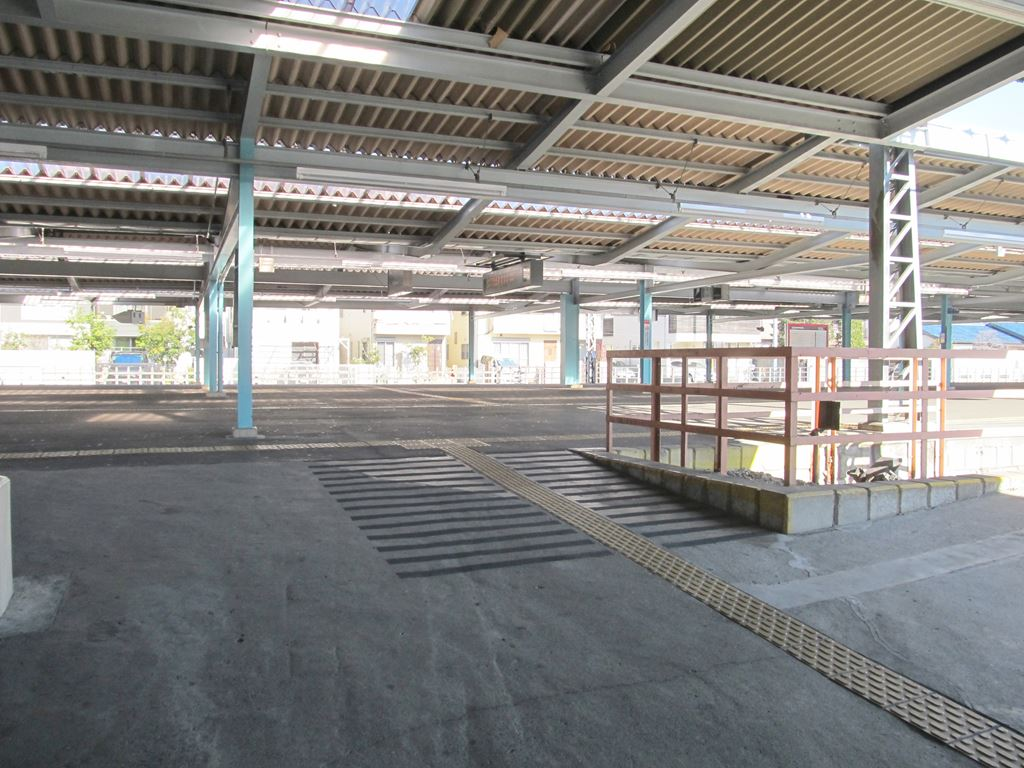
撮影が度々行われる広いホーム。右手前が1番線、奥が2番線（2017年1月（※1番線降車ホームは2022年に撤去））

平日は乗降客が少ないため、広告やテレビCMなどのロケーション撮影が頻繁に行われている。過去には当駅のホーム構造を利用し、電車の中を通り抜け、反対側のホームに出てしまうといったアイデアが使用されたこともある。当駅でロケを行った作品の例は下記のとおり。
映画
- 喜劇 駅前競馬

1966年（昭和41年）10月29日公開、駅前シリーズ第17作。電車が到着するシーンと駅から飛び出す坂井次郎（演 - フランキー堺）のロケ地として登場。なお、競馬場のロケは東京競馬場ではなく大井競馬場で行われた。
- それでもボクはやってない

2007年（平成19年）1月20日公開、痴漢冤罪を扱った作品。当駅が城北急行電鉄「岸川駅」として登場する。金子徹平（演・加瀬亮）が痴漢容疑で逮捕され、岸川警察署（ロケ地は秦野市役所）に連行されるシーン撮影が行われた。
テレビドラマ
- すてきな片想い（フジテレビ系列、月9枠）

1990年（平成2年）10月：同年12月放送。与田圭子（演・中山美穂）と野茂俊平（演・柳葉敏郎）の自宅最寄駅として登場。
教育番組
- ピタゴラスイッチ（NHK教育テレビジョン）

2010年（平成22年）頃放送。「アルゴリズムこうしん（鉄道会社のみなさんといっしょ編）」に登場。京王8000系を背にお笑いコンビのいつもここからと京王電鉄社員（同社の乗務員と整備士）が踊るシーンの撮影が行われた。
テレビCM
- 日本中央競馬会 (JRA)

自動改札機を発馬機ゲートに見立てたCMを過去に放送した。
ミュージック・ビデオ
- ズルいよ ズルいね

=LOVEの楽曲。ホームのベンチでスマートフォンを眺めるシーン（※回想シーンを含む）や1番線側のホームを歩くシーンに齊藤なぎさが出演した。

## その他
- かつて在籍していた初代5000系やグリーン車の先頭車前面行先表示器の当駅の表示コマには、東京競馬場に因み馬の蹄鉄がバックにデザインされていた。この幕は後に方向幕梱包テープとして商品化され、京王電鉄線の他駅の行き先幕（※一部の始終着駅を除く）も同品に収録された[19]。
- 当駅が開業する前にも、東府中駅は「臨時競馬場前駅」と称したことがあった。過去の歴史については「東府中駅」を参照。
- 京王電鉄は2021年（令和3年）8月5日に「京王線 de フォトウエディング」を京王自動車および京王百貨店との共同企画として販売を開始した[20][21]。同プランは京王百貨店新宿店でメイク・着付けをした後、当駅構内で記念写真の撮影を行うものとなっている[20][21][22]。なお、新宿 - 当駅間はハイヤーによる送迎である[21][22]。

## 隣の駅
京王電鉄
 競馬場線
■特急・■急行（いずれも競馬開催時の上りのみ。特急は路線図上は通過であるが、実際の運行時は臨時停車する。）・■各駅停車
東府中駅 (KO23) - 府中競馬正門前駅 (KO46)